# Bertha Kalich
Bertha Kalich, född 17 maj 1874 i Lviv, död 18 april 1939, var en polsk-judisk (senare amerikansk) skådespelare, verksam inom jiddischteatern i Polen och USA. 
Hon debuterade vid 13 års ålder 1887 i den lokala polska teatern. Hon engagerades snart inom jiddischteatern, där hon gjorde succé. Hon hade en framgångsrik karriär som skådespelare inom jiddischteatern i Polen och Rumänien. 
År 1894 emigrerade hon till USA. Hon gjorde succé i USA där hon kallades "den judiska Sarah Bernhardt". Hon kom att bli en av de mest uppmärksammade stjärnorna under jiddischteaterns guldålder i USA i slutet av 1800-talet och början av 1900-talet. 
År 1914 lämnade hon jiddischteatern och blev sedan en av de få skådespelare som framgångsrikt gick över från jiddischteatern och scenkonst till Hollywoods filmkonst. Hon gjorde några filmer som fick en viss framgång. 